# فوكلابروك
فوكلابروك، بلدة نمساوية في  النمسا العليا يبلغ عدد سكانها 12.518 نسمة بتعداد 2022، وهي ثاني أهم منطقة اقتصادية في النمسا العليا، ففيها مقر الإدارة المحلية وقضاء مقاطعة فوكلابروك، وتعد مركزا تسوق وتجارة  ومركز تعليم ثانوي مهم إقليمياً.

## الموقع
تقع المدينة على ارتفاع 433 متراً فوق مستوى سطح البحر عند ملتقى نهر فوكلا [الألمانية] (الذي تحمل المدينة اسمه "جسر الفوكلا")، ونهر آغر [الألمانية]، الذان يتحدان في جنوب شرقها بالقرب من قرية ريغاو. ونظرا لموقعها على الطرق الرئيسية وقربها من بحيرات منطقة سالتسكامرغوت (خاصة أترسي و موندسي [الألمانية])، يُطلق عليها لقب "بوابة سالتسكامرغوت- خاصة في الإعلانات السياحية.

## التاريخ
احتل الرومان المنطقة حوالي العام 15 بعد الميلاد، وأصبحت منذ ذلك الحين جزءاً من مقاطعة نوريكوم .
في نهاية الـقرن الخامس الميلادي اانهارت الإدارة الرومانية أخيراً تحت هجمات القبائل الجرمانية، وبدا حوالي العام 550 الغزو البافاري، ونشأت المستوطنات والتجمعات السكانية التي مازالت قائمة إلى اليوم، ويعد وادي نهري فوكلا وآغر واحدا من أقدم مناطق الاستيطان البافاري.

### العصور الوسطى

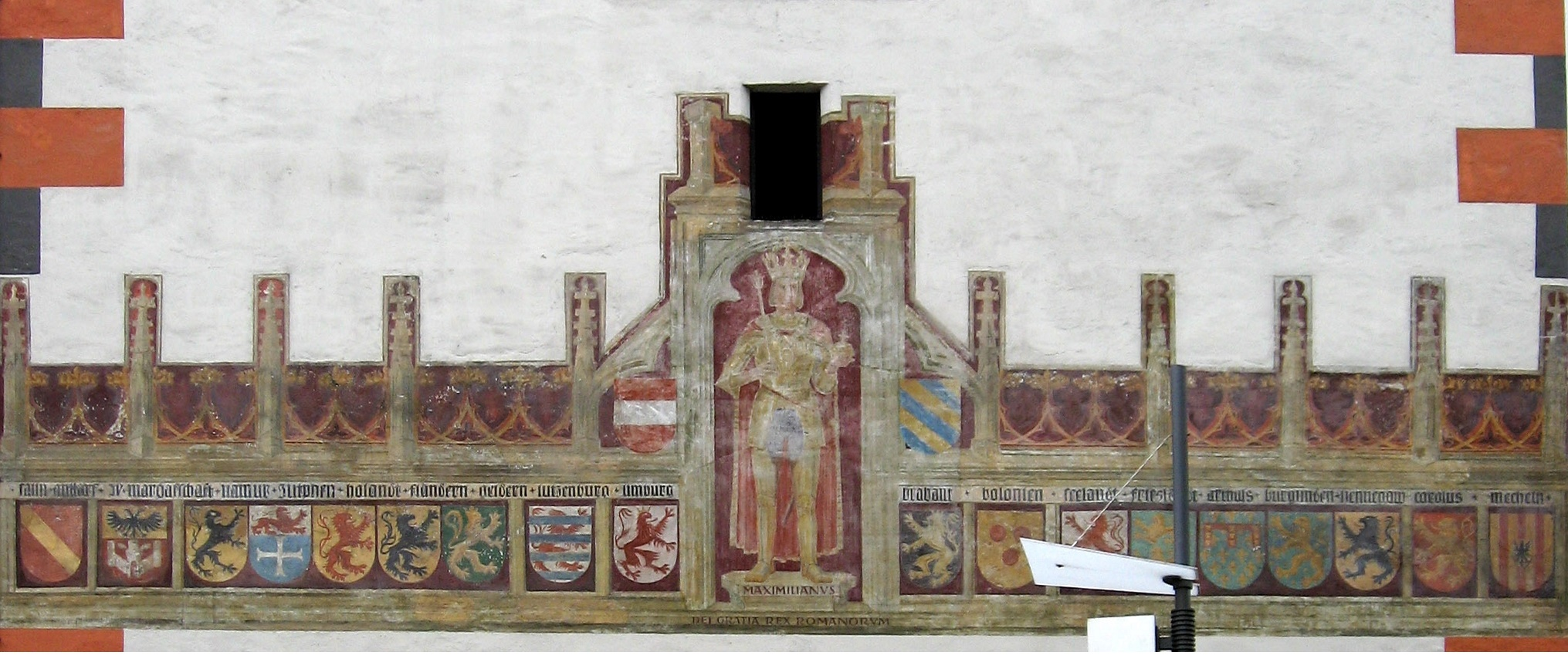
برج البلدة السفلي: صورة القيصر ماكسيميليان الأول بين 18 شعاراً من شعارات النبالة البورغندية

ورد اسم المدينة في الوثائق لأول مرة في عام 1134 باسم بونس فيكيلهي، بينما تشير وثائق كنسية على وجود كنيسة شوندورف في المكان في وقت مبكر من عام 824. 
في السنوات 1134 إلى 1143 بني الجسر على نهر الفوكلا وأقيم مستشفى على ضفة النهر اليسرى، يعد الأقدم في النمسا العليا والثالث في البلدان الناطقة بالألمانية.
مركز البلدة التاريخي ساحة محاطة ببرجين يحملان شعارات النبالة ، ويعتقد أن بناءه كان من تخطيط أسرة بابنبيرغ [الألمانية] في القرن الثاني عشر، بهدف تحصين ممتلكاتهم المستلمة حديثًا من كونت ريغاو .
يعتقد أن فوكلابروك لم ترقّ رسمياً إلى درجة مدينة، ولكنها تطورت بالتدريج في القرن الرابع عشر لتتحول من مدينة سوق إلى مدينة. وبما أنه من المعروف أنها كانت في عام 1358، وهو العام الذي توفي فيه الدوق ألبرخت الثاني، يؤخذ بهذا التاريخ ليكون عام التأسيس الرسمي. كان البرخت وابنه رودولف الرابع من الرعاة الرئيسيين للمدينة، ويظهران على هيئة فارسين في شعار المدينة.
كذلك دعم الإمبراطور ماكسيميليان الاول المدينة وأقام فيها عدة مرات، ونقش شعاره على أبراج المدينة.

### العصور الحديثة
في القرنين السادس والسابع عشر تشكل مصير المدينة من خلال الحروب الدينية التي أعقبت الإصلاح البروتستانتي وانتفاضات الفلاحين المرتبطة به، وفي عام 1570 كان غالبية سكان البلدة من البروتستانت، بينما كان مكتب الرعية التابع لدير سانكت فلوريان كاثوليكياً، وأدى ذلك إلى صراعات مستمرة.
في عام 1620 رهن الإمبراطور فرديناند الثاني الأراضي الواقعةعلى نهر الإنس (النمسا العليا ) إلى الدوق البافاري ماكسيميليان الأول مقابل دعم الأخير إياه في معركة الجبل الأبيض في حرب الثلاثين عاما. وفي عهد الحاكم آدم غراف فون هيربرستورف الذي عينه ماكسميليان بدأ ما عرف بالإصلاح المضاد بكامل قوته، وبلغت انتفاضة الفلاحين ضد إعادة فرض الكاثوليكية ذروتها في بحرب فلاحي النمسا العليا عام 1626. كانت شرارة هذه الحرب في ما عرف بلعبة نرد فرانكنبورج في مايو 1625، حيث جعل الحاكم هيربيرستورف كل اثنين من زعماء مناهضي يلعبان النرد في قرعة لتقرير أي منهما يعدم.
بعد نهاية الحكم البافاري في عام 1628 والمزيد من المعارك الدامية بين المزارعين والقوات الإمبراطورية في عام 1632، رهنت البلدة مجددا في نهاية حرب الثلاثين عامًا عندما كان فرديناند الثاني إلى المال لتكوين جيش ضد السويد، وبذلك خرجت المدينة من اتحاد المدن ذات السيادة، وأصبحت فقيرة وغير قادرة على التعافي من عواقب الحرب. ولم تستعد المدينة مكانتها امتيازاتها السابقة إلا في عام 1718 بعد فك رهنها على يد الإمبراطور كارل السادس.

#### القرن التاسع عشر
تضررت البلدة بشدة في الحروب النابليونية، وانتقلت السيادة عليها بعد استسلام النمسا في عام 1809(معاهدة سلام شونبرون) إلى فرنسا، التي سلّمتها إلى حليفتها بافاريا. بعد هزيمة نابليون أعاد مؤتمر فيينا (1815) البلدة إلى النمسا. في عام 1868 أصبحت البلدة مركزا بلديا لمقاطعة  فوكلابروك.
في عام 1893 أسست شركة هاتشيك التي طورت أليافا اسمنتية تحمل اسم "إيترنيت"، وهي خليط من الأسبستوس والأسمنت حقق نجاحاً عالمياً.

#### الحرب العالمية الثانية
أقيم في فاغراين بالقرب من المدينة في الفترة بين 6 يونيو 1941 و1 مايو 1942 معسكر تابع  لمعسكر اعتقال ماوتهاوزن، وفي هذه الموقع اليوم تجمع مدارس ثانوية وساحة للحافلات. بلغ عدد نزلاء المعسكر 300، واستخدموا في أعمال السخرة في تشييد الطرق والجسور وغيرها من الأعمل في فوكلابروك وأتنانغ بوخهايم المجاورة. بعد الحرب العالمية الثانية التي تضررت فيها المدينة بصورة طفيفة أنشئت أحياء جديدة في شوندورف ودورناو من أجل استيعاب الناطقين بالألمانية المطرودين من شرق أوروبا، ويعيش في هذه الاحياء اليوم أكثر من نصف سكان فوكلابروك.

#### التاريخ المعاصر

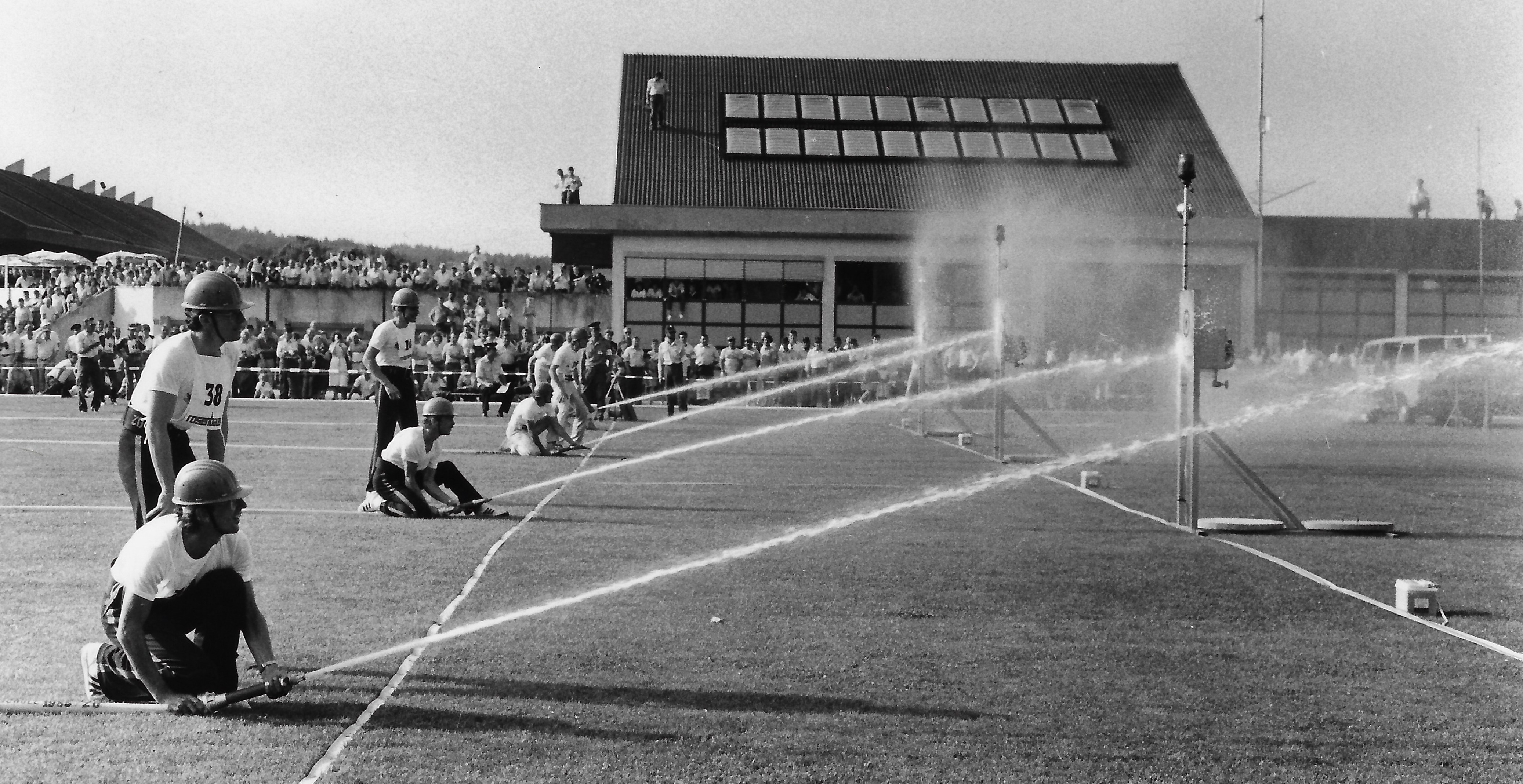
لقطة مسابقة دولية في مكافحة الحرائق أقيمت في البلدة عام 1985

يوم 20. في 1 يوليو 1999 أنجبت الأميرة كارولين أميرة موناكو ابنتها ألكسندرا شارلوته أولريكه في مستشفى فوكلابروك الحكومي.

## الثقافة والمعالم
- تحصينات المدينة: اكتشفت اللوحات الجدارية على أبراج المدينة في الستينيات، ويعود تاريخها إلى حوالي عام 1502 وهي من عمل الرسام التيرولي يوغ كولدرر، الذي رسم أيضاً اللوحات الجدارية على برج مشابه في إنسبروك (دمر في عام 1766) .
- كنيسة أغيديوس: كنيسة باروكية مميزة تعود إلى الأعوام 1688-1691، وهي مزين بالجص ولوحات جدارية لكارلو أنطونيو بوسي، وتقع على ضفة نهر الفوكلا اليسرى.
- كنيسة الحج ماريا شوندورف : كنيسة محصنة من العصور الوسطى المبكرة، بُنيت قبل عام 824.
- متحف فوكلابوك الريفي : يقدم المتحف عرضاً للحياة الريفية والبرجوازية في المنطقة، وفيه كذلك مجموعة واسعة من بقايا البيوت المنشأة فوق الماء من منطقة أتيرسي (العصر الحجري)، وفيه أيضا غرفة تذكارية مخصصة للموسيقي أنطون بروكنر .
- متحف النازحين الألمان
- كنيسة الأبرشية كاثوليكية في فوكلابروك
- كنيسة الرعية الإنجيلية في فوكلابروك
- قصر فاغراين، وفيه مدرسة ثانوية تحمل نفس الاسم
- دار الفن والثقافة المفتوحة (مؤسسة هاتشيك سابقاً)

## الاقتصاد والبنية التحتية

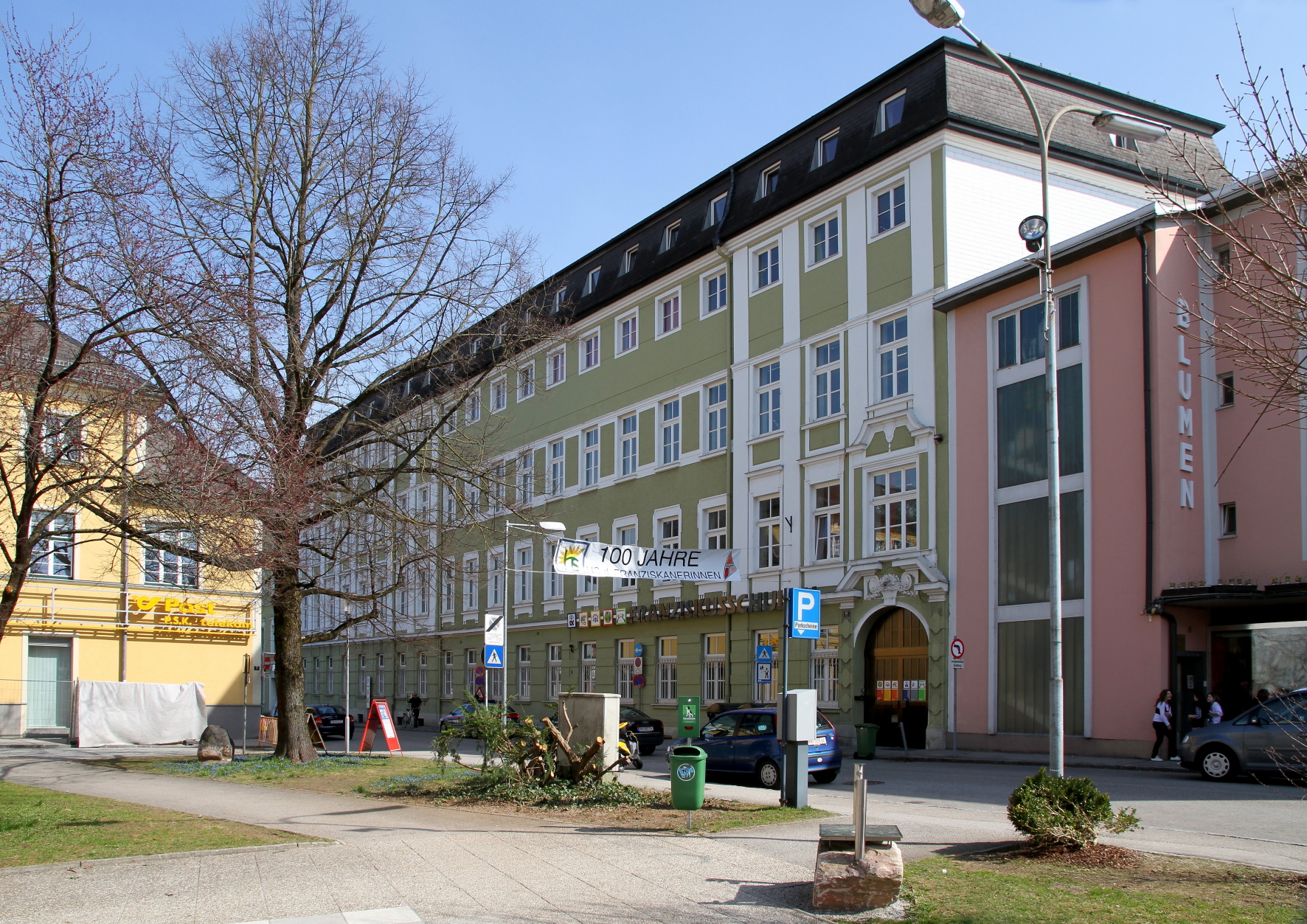
مدرسة الفرانسيسكان في فوكلابروك، مدرسة ابتدائية وثانوية خاصة تديرها الراهبات، افتتحت عام 1911

### الاقتصاد
تشكل المدينة مركزاً اقتصادياً مهماً في المنطقة، وبالقرب شركات ذات أهمية وطنية مثل شركة لينزينغ، وتقع فيها مباشرة معامل شركة إيترنيت، ومركز تسوق فارينا.

### المواصلات
- القطارات: يمر بمحطة فوكلابروك خط السكك الحديدية النمساوية الغربي المكهرب ذو المسارين، وقد أعيد بناء محطة فوكلابروك بالكامل في الأعوام 1998-2001 في إطار تطوير خط أتنانغ-بوخهايم / سالزبورغ، ومنذ ديسمبر 2007  تتوقف في المحطة القطارات السريعة كل ساعة وبواقع ثلاثين قطاراً يوميا، واصلة البلدة بمدن مهمة مثل سالزبورغ أو لينتس أو فيينا.
- تقع البلدة على الشارع الرئيسي الواصل بين سالزبورغ وفيينا، الذي يمتد بالتوازي مع الطريق الغربي السريع (بالألمانية: Westautobahn)‏وتتفرع منه شوارع إقليمية مهمة مثل الطريق B145 الذي يؤدي إلى غموندن و باد إيشل و باد أوسي،  كما يقع مخرجان للطريق الغربي السريع على بعد عشر كيلومترات إلى الجنوب الغربي وإلى الجنوب الشرقي من البلدة.
- المواصلات العامة: في البلدة خط باصات داخلي أسس في عام 1992، وتخدم اليوم المناطق السكنية ستة خطوط حافلات بواقع حافلة كل نصف ساعة أو كل ساعة. كما يوجد كذيك تاكسي جماعي للمناطق الاستيطانية الأصغر.
- الحركة الجوية: تبعد البلدة عن مطار سالزبورغ الدولي حوالي 50 دقيقة بالسيارة أو حوالي 60 دقيقة بالقطار (مع تغيير)، وعن مطار لينز نفس المسافة تقريبا في الاتجاه المعاكس.

## شعار البلدة
لا يُعرف متى منحت البلدة شعار النبالة،  ويعود استخدام ختم المدينة إلى القرن الرابع عشر. يرمز شعار البلدة إلى  إلى المدينة والجسر الذي يحمل نفس الاسم فوق فوكلا، ويمثل الفارسان عليه االدوق ألبرختالثاني والدوق رودلف الرابع اللذان دعما المدينة ومنحاها الامتيازات

## توأمات
- جمهورية التشيك: تيسيكي كروملوف (كروماو)
- ألمانيا: هاوتسنبيغ
- سلوفينيا: سلوفيني غراديتش